# Noisestorm

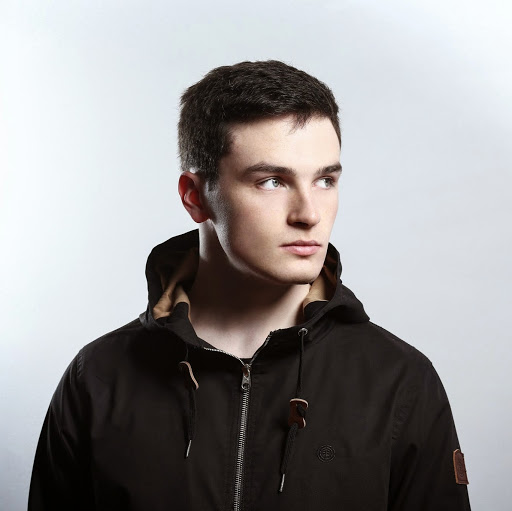
Noisestorm

Noisestorm (* 1. Oktober 1995 in Dublin; mit bürgerlichem Namen Eoin O’Broin bzw. irisch Eoin Ó Broin) ist ein irischer DJ und Musikproduzent. Sein bekanntester Song ist Crab Rave, welcher Platz 14 in den Billboard-Dance/Electronic Songs-Charts erreichte.

## Karriere
Am 1. April 2018 veröffentlichte O’Broin seinen Song Crab Rave auf dem Label Monstercat als Aprilscherz. Der Song erreichte Popularität als Meme im Internet und debütierte auf Platz 36 in den „Hot Dance/Electronic Songs“ der Billboard-Charts. Auf Crab Rave, folgte der Song Breakout, welchen O’Broin mit der englischen Hip-hop-Gruppe Foreign Beggars veröffentlichte. Kritiker wie Dancing Astronaut lobten den Titel und die Mixtur aus Rap mit Synths und Drops.

## Diskografie

### EPs
| Jahr | Titel Musiklabel                 | Höchstplatzierung, Gesamtwochen, AuszeichnungChartplatzierungen (Jahr, Titel, Musiklabel, Platzierungen, Wochen, Auszeichnungen, Anmerkungen) | Höchstplatzierung, Gesamtwochen, AuszeichnungChartplatzierungen (Jahr, Titel, Musiklabel, Platzierungen, Wochen, Auszeichnungen, Anmerkungen) | Anmerkungen                           |
| Jahr | Titel Musiklabel                 | US | IE | Anmerkungen                           |
| ---- | -------------------------------- | --- | --- | ------------------------------------- |
| 2011 | Solar EP Selbstveröffentlichung  | — | — | Erstveröffentlichung: 1. Februar 2011 |
| 2011 | Ignite EP Selbstveröffentlichung | — | — | Erstveröffentlichung: 1. Mai 2011     |
| 2012 | Renegade EP Monstercat           | — | — | Erstveröffentlichung: 1. Februar 2012 |
| 2014 | Surge EP Monstercat              | — | — | Erstveröffentlichung: 12. März 2014   |

### Als Feature
| Jahr | Titel Musiklabel                           | Höchstplatzierung, Gesamtwochen, AuszeichnungChartplatzierungen (Jahr, Titel, Musiklabel, Platzierungen, Wochen, Auszeichnungen, Anmerkungen) | Höchstplatzierung, Gesamtwochen, AuszeichnungChartplatzierungen (Jahr, Titel, Musiklabel, Platzierungen, Wochen, Auszeichnungen, Anmerkungen) | Anmerkungen                                                         |
| Jahr | Titel Musiklabel                           | US | IE | Anmerkungen                                                         |
| ---- | ------------------------------------------ | --- | --- | ------------------------------------------------------------------- |
| 2011 | Some Wobbles EP Monstercat                 | — | — | Erstveröffentlichung: 29. Juli 2011 mit Ephixa                      |
| 2015 | Bring the Madness (The Remixes) Monstercat | — | — | Erstveröffentlichung: 23. März 2015 mit Excision und Pegboard Nerds |

### Singles
| Jahr | Titel Album                          | Höchstplatzierung, Gesamtwochen, AuszeichnungChartplatzierungen (Jahr, Titel, Album, Platzierungen, Wochen, Auszeichnungen, Anmerkungen) | Höchstplatzierung, Gesamtwochen, AuszeichnungChartplatzierungen (Jahr, Titel, Album, Platzierungen, Wochen, Auszeichnungen, Anmerkungen) | Höchstplatzierung, Gesamtwochen, AuszeichnungChartplatzierungen (Jahr, Titel, Album, Platzierungen, Wochen, Auszeichnungen, Anmerkungen) | Anmerkungen                         |
| Jahr | Titel Album                          | UK | US | IE | Anmerkungen                         |
| ---- | ------------------------------------ | --- | --- | --- | ----------------------------------- |
| 2018 | Crab Rave Monstercat Instinct Vol. 1 | UK— SilberUK | US— PlatinUS | — | Erstveröffentlichung: 1. April 2018 |

Weitere Singles
| Jahr | Titel Album                                                |
| ---- | ---------------------------------------------------------- |
| 2011 | Shockwave –                                                |
| 2011 | Airwaves Monstercat 002 – Early Stage                      |
| 2011 | Full Focus Monstercat 003 – Momentum                       |
| 2011 | Wipeout Monstercat Christmas Album 2011                    |
| 2012 | Breakdown Monstercat 007 – Solace                          |
| 2012 | Timewarp Monstercat 009 – Reunion                          |
| 2013 | Together Monstercat 013 – Awakening                        |
| 2013 | Eclipse Monstercat 014 – Discovery                         |
| 2014 | Surge Monstercat 017 – Ascension                           |
| 2014 | Breakdown VIP Monstercat 018 – Frontier                    |
| 2014 | Sentinel Monstercat 019 – Endeavour                        |
| 2015 | Barracuda Monstercat 022 – Contact                         |
| 2015 | Heist Monstercat 024 – Vanguard                            |
| 2016 | Antihero Monstercat 026 – Resistance                       |
| 2016 | Leaving Now Monstercat 027 – Cataclysm                     |
| 2016 | This Feeling Monstercat 5 Year Anniversary                 |
| 2017 | Escape Monstercat Uncaged Vol. 1                           |
| 2018 | Breakout (feat. Foreign Beggars) Monstercat Uncaged Vol. 6 |